# クイビシェフ鉄道支社
クイビシェフ鉄道支社（ロシア語: Куйбышевская железная дорога）は、ロシア鉄道公開株式会社の支社（Филиал ОАО «РЖД»）の一つであり、1936年に創設された。タタールスタン共和国、バシコルトスタン共和国、モルドヴィア共和国、リャザン州、ペンザ州、タンボフ州、ウリヤノフスク州、サマーラ州、オレンブルク州、チェリャビンスク州のロシア鉄道線を管轄する。本部はサマーラに設置されているが、支社名はソ連時代の同市の名称であった「クイビシェフ」のままである。

## 歴史
1872年から1875年にかけて建設されたモルシャンスクとシズラニを結ぶ鉄道が始まりである。1880年には技術者のニコライ・ベレリュブスキーとコンスタンティン・ミハイロフスキーがボルガ川に当時のヨーロッパで最長のシズラニ橋を設計した。1890年にはズラトウーストまで、2年後にはチェリャビンスクまで路線が延伸された。サマーラ・ズラトウースト鉄道の本部はウファに設置された。
ロシア革命後にモスクワ・カザン鉄道やシズラニ・ヴャジマ鉄道がシズラニ・ズラトウースト鉄道のルートに加えられた。それらのネットワークは1936年に政治家ヴァレリヤン・クイビシェフの名にちなんで「クイビシェフ鉄道」と名付けられた。1989年にはソ連史上最悪の鉄道事故（ウファ鉄道事故）が発生し、575人が死亡した。

## 路線
- シベリア鉄道（開業当初のルート）：クスタリョフカ駅 - インザ駅 - サマーラ駅 - チシュムィ駅 - ウファ駅 - クロパチェヴォ駅
- インザ駅 - ウリヤノフスク駅 - アクバシュ駅 - チシュムィ駅

## 参照
1. ↑  “Russia remembers 1989 Ufa train disaster”. RIA Novosti. (2009年6月4日) 2016年11月18日閲覧。 （英語）